# Verőce
Verőce là một thị trấn thuộc hạt Pest, Hungary. Thị trấn này có diện tích 20,19 km², dân số năm 2010 là 3601 người, mật độ 178 người/km².